# (11079) Mitsunori
(11079) Mitsunori (1993 AJ) – planetoida z pasa głównego asteroid okrążająca Słońce w ciągu 4,26 lat w średniej odległości 2,63 j.a. Odkryta 13 stycznia 1993 roku.